# Vincenzo De Toma
Vincenzo De Toma (Lecco, 12 aprile 1930 – Segrate, 19 novembre 2003) è stato un attore italiano.

## Biografia
Diplomato all'Accademia nazionale d'arte drammatica, fu attivo nella prosa radiofonica ed anche in televisione dove impersonò il ruolo di Alfred Dreyfus nello sceneggiato televisivo del 1968 L'affare Dreyfus. In teatro recitò per il Piccolo di Milano.
Era omonimo del collega Enzo De Toma.

## Teatro
- Schweyk nella seconda guerra mondiale di Bertold Brecht, regia di Giorgio Strehler, Piccolo Teatro di Milano 25 gennaio 1961.
- L'eccezione e la regola di Bertold Brecht, regia di Strehler, Piccolo Teatro di Milano 11 giugno 1962.
- Marat - Sade di Peter Weiss, regia di Raffaele Maiello, Piccolo Teatro di Milano, 21 novembre 1967.
- Visita alla prova de "L'isola purpurea" di Michail Bulgakov, regia di Raffaele Maiello, Piccolo Teatro di Milano, 4 dicembre 1968.
- Off Limits di Arthur Adamov, regia di Klaus Michael Gruber, Piccolo Teatro di Milano, 10 febbraio 1969.
- Kasimir e Karoline di Otto von Horvath, regia di Franco Enriquez, prima al Teatro Circo di Roma il 17 gennaio 1974.
- Roma 335 di Carlo Bernari, regia di Giorgio Ferrara, prima al Teatro Circo di Roma il 25 marzo 1974.

## Prosa radiofonica Rai
- L'allodola di Jean Anouilh, regia di Mario Ferrero, trasmessa il 12 marzo 1954.
- Il Tartufo di Molière, regia di Gianni Santuccio, Compagnia Stabile del Teatro Manzoni di Milano, trasmessa il 5 agosto 1956.
- Cara delinquente di Jack Popplewell, regia di Guglielmo Morandi, trasmessa il 26 novembre 1959.

## Prosa televisiva Rai
- I nostri sogni, regia di Gianfranco De Bosio, trasmessa il 14 aprile 1958.
- La zitella, regia di Flaminio Bollini, trasmessa il 18 giugno 1965.
- Glisenti... calibro 9, regia di Claudio Fino, trasmessa l'8 luglio 1966.
- Le case del vedovo, regia di Edmo Fenoglio, trasmessa il 28 maggio 1968.
- L'affare Dreyfus, sceneggiato televisivo, trasmesso nel 1968.
- La regina degli insorti, regia di Ottavio Spadaro, trasmessa il 28 gennaio 1969.
- Una notte tempestosa, regia di Fulvio Tolusso, trasmessa il 20 gennaio 1970.
- Giallo di sera, sceneggiato televisivo, trasmesso nel 1971.
- Un uomo è un uomo di Bertolt Brecht, regia di Fulvio Tolusso, trasmessa il 7 aprile 1972.
- Il commissario De Vincenzi, episodio "Il candelabro a sette fiamme", 1974
- La complice sceneggiato televisivo, trasmesso nel 1975.
- Puzzle, miniserie televisiva trasmessa nel 1978.

## Pubblicità
- Pennelli Cinghiale